# 클로드 피롱
클로드 피롱(Claude Piron, 1931년 2월 26일~2008년 1월 22일)은 심리치료사이자 언어학자다. 필명으로 Johán Valano가 있다.

## 생애
1931년 2월 26일 벨기에 나무르에서 태어났다.
그는 국제연합 번역가로서 중국어, 영어, 러시아어, 스페인어, 영어를 프랑스어로 번역하는 활동을 1956-1961년까지 했다. 유엔 활동 후 그는 세계보건기구에서 일했다.
그는 에스페란토어 작품을 많이 남겼다. 어렸을 때부터 에스페란토어를 사용해 일본과 중화민국을 비롯해 라틴아메리카와 아프리카, 중앙아시아 및 거의 모든 유럽 국가 방문 시에 에스페란토어를 사용했다.
심리치료사로서 그는 1973년부터 1994년까지 제네바 대학교 심리학부에서 교수로서 활동하면서 교단에 섰다. 그의 프랑스어 저서인 Le défi des langues — Du gâchis au bon sens (The Language Challenge: From Chaos to Common Sense, 1994)는 국제적 대화법에 관련된 정신분석학 저서이다. 포르투갈어 번역본이 2002년 완역됐다.(Campinas, São Paulo, Pontes).

## 작품
그의 다양한 에스페란토어 작품들은 악기에 관련된 책을 비롯해 초급자를 위한 설명서, 소설, 단편집, 시, 기사, 비문학 등 헤아릴 수 없이 많다. 그의 가장 유명한 작품은 좋은 언어(La Bona Lingvo)이다.
Gerda malaperis!는 기초 문법과 어휘를 첫장에서 다루고 마지막에는 전문가 수준으로 쓰여져 단어 목록을 초보자부터 따라갈 수 있도록 서술한 중편소설이다.
La Bona Lingvo에서는 피롱 스스로가 기초적인 언어를 사회적 측면에서 다루었다. 그는 상상적 측면에서 에스페란토어가 언어 구성력이나 형태소에 강점을 갖고 있으며 유럽어족에서 나타나는 필요 없어 보이는 신어구에 대한 문제에 대해서도 강력한 자신의 의견을 피력했다. 그는 또한 다른 언어보다 에스페란토어로 무언가를 배웠을 때 설명하기 가장 편하다는 말을 여러 번 한 바 있다.

## 같이 보기
- 에스페란토
- 번역